# Manuel Bulnes Quevedo
Manuel José Bulnes Quevedo (Concepción, Capitania General de Xile, 16 de juny de 1767 - Perú, 1821) va ser un militar de l'Exèrcit Reialista xilè que va participar en les guerres d'independència hispanoamericanes.

## Biografia
Manuel Bulnes va néixer el 16 de juny de 1767 a la ciutat de Concepción de la Capitania General de Xile, que era una dependència autònoma dins del Virregnat del Perú, des de 1733 fins al 15 de maig de 1798. Havia seguit la carrera militar, sent ja sotstinent el 1786.
El 1793 va contraure matrimoni amb María Carmen Prieto Vial (13 de juliol de 1777 - 1854) —filla del capità José María Prieto Sotomayor— amb qui va tenir almenys tres fills: María del Carmen Bulnes, Miguel Bulnes Prieto i Manuel Bulnes Prieto. Aquest últim, nascut el 25 de desembre de 1799 a Concepción (i seria President de la República de Xile entre 1841 i 1851).
El 1811 va integrar, com a comandant d'infanteria, l'Expedició Auxiliadora de Xile que la Primera Junta Nacional de Govern de Xile va disposar enviar en suport de les Províncies Unides del Riu de la Plata. L'expedició, d'uns tres-cents homes, estava comandada pel tinent coronel Pedro Andrés de l'Alcázar i entre els seus oficials es trobava també el seu cunyat, el capità de milícies José Joaquín Prieto Vial, qui seria President de la República de Xile el 1831. A Buenos Aires van donar suport al moviment del parc d'artilleria durant el bombardeig de la ciutat per la flota reialista de Montevideo.
El 18 d'abril de 1813, les també anomenades «Tropes Disciplinades» van sortir de Buenos Aires, acompanyades aquesta vegada per una divisió d'auxili enviada per Buenos Aires comandades pel tinent coronel Santiago Carrera. A la fi del mes de maig van creuar la Cordillera, a l'hivern i coberta de neu, i van entrar a Santiago de Xile el 4 de juny, on van ser rebuts amb entusiasme pel poble i les autoritats.
En definir-se el camí cap a la independència, Manuel Bulnes Quevedo es va bolcar decididament al partit reialista, i això el va allunyar de la seva família, ja que la seva dona era patriota igual que el seu fill, qui el 1818 havia ingressat a l'exèrcit per seguir la carrera militar.
El 1817 es va produir l'encreuament de l'Exèrcit dels Andes al comandament del general José de San Martín, i el mes de juliol de 1818 durant la Segona campanya al sud de Xile les tropes patriotes van encerclar Chillán, que responia al general reialista Mariano Osorio. Manuel Bulnes Prieto es va assabentar que el seu pare, el Capità de l'Exèrcit Reial, Manuel Bulnes Quevedo comandava les tropes rivals, i va insistir a parlar amb ell, però l'entrevista va ser infructuosa. Es va acomiadar del pare i la batallava començar.
Després de la victòria patriota, Manuel Bulnes Quevedo es va exiliar al Perú. Va morir el 1821.